# Christian Deblock
Pour les articles homonymes, voir Deblock.
Christian Deblock, né à Dunkerque[réf. nécessaire], est un économiste et professeur universitaire québécois d'origine française.
Spécialiste renommé de l'intégration économique et des régionalismes économiques, Christian Deblock enseigne principalement au Québec, à l'Université du Québec à Montréal. Il fut notamment professeur invité au Mexique à l'UNAM, à Pékin à l'Université des langues étrangères, en France à l'Université Paris-Dauphine et à l'Université Paris III, en Belgique à l'Université libre de Bruxelles, de même qu’à l’Université de Renne1et à l'Université Saint-Joseph de Beyrouth.
Les enseignements et axes de recherches principaux de Christian Deblock ont trait aux institutions internationales, à la mondialisation, à l'intégration économique, aux régionalismes, à la politique commerciale des États-Unis et à l'économie politique internationale.

## Biographie
Diplômé en  sciences économiques de l'Université catholique de Louvain (maîtrise), de la Faculté libre des sciences économiques et de gestion de Lille et de l’EDHEC (Lille), Christian Deblock est détenteur d'un doctorat en sciences économiques de l'Université de Montréal. Sa thèse portait sur la problématique de la croissance et des crises chez Marx et la théorie des ondes longues de Mandel.
Christian Deblock assure la présidence, de 1988 à 1992, de l'Association d'économie politique, un regroupement de chercheurs québécois insatisfaits du discours économique théorique libéral monolithique posant l'économie comme un organisme naturel mû par les lois du marché, et désireux d'ouvrir un dialogue susceptible de répondre aux besoins des organisations syndicales et populaires. Il est aussi le cofondateur de la revue Interventions économiques, créée en 1979. 
Christian Deblock a été désigné (2004) membre d’honneur du Groupe d’Études et de Recherches sur la mondialisation, un regroupement de chercheurs multidisciplinaire et international avec qui il participe à la mise sur pied d’un dictionnaire critique de la mondialisation sur le web. Christian Deblock a fondé et dirigé l’Observatoire des Amériques, en plus d’être le directeur de la collection Économie politique internationale éditions Athena et le codirecteur de la collection "Points chauds" (aux éditions Fides). Il est actuellement professeur titulaire au département de science politique de l'Université du Québec à Montréal. Il a dirigé entre 2000 et 2010 le Centre d’Etude sur l’intégration et la mondialisation (CEIN).

## Principales publications
- Nord-Sud : la reconnexion périphérique, avec Henri Regnault (dir.), Montréal : Athena, 2006, 308 p.  (ISBN 9782922865462)
- L’ALENA : le libre-échange en défaut, avec Dorval Brunelle, Montréal : Fides, 2004, 464 p.  (ISBN 9782762126006)
- Suivre les États-Unis ou prendre une autre voie ?, avec Sylvain Turcotte (dir.), Bruxelles : Bruylant, 2003, 448 p.  (ISBN 2-8027-1682-4)
- « Du mercantilisme au compétitivisme : le retour du refoulé », dans: Michel Van Cromhaut, L’État-nation à l’ère de la mondialisation, Paris : L’Harmattan, 2003, pp. 79-101.
- L’organisation mondiale du commerce. Où s’en va la mondialisation, (dir.), Montréal : Fides, 2002, 298 p.  (ISBN 2762124700)